# Станићи (Дервента)
Станићи су насељено мјесто у општини Дервента, Република Српска, БиХ. Према попису становништва из 1991. у насељу је живјело 370 становника.

## Становништво
| Националност       | 1991.        |
| Хрвати             | 359 (97,03%) |
| Југословени        | 6 (1,621%)   |
| Срби               | 4 (1,08%)    |
| остали и непознато | 1 (0,27%)    |
| Укупно             | 370          |

| Демографија | Демографија | Демографија |
| Година      | Становника  | Становника  |
| ----------- | ----------- | ----------- |
| 1991.       | 370         |             |